# Strabomantis necerus
Espèce
Synonymes
- Eleutherodactylus necerus Lynch, 1975
- Craugastor necerus (Lynch, 1975)

Statut de conservation UICN

 CR  : 
En danger critique
Strabomantis necerus est une espèce d'amphibiens de la famille des Craugastoridae.

## Répartition
Cette espèce est endémique du Nord de l'Équateur. Elle se rencontre dans les provinces de Cotopaxi, de Santo Domingo de los Tsáchilas, de Pichincha, d'Imbabura, d'Esmeraldas et de Carchi entre 600 et 1 540 m d'altitude.
Sa présence est incertaine en Colombie.

## Description
La femelle holotype mesure 93,3 mm.

## Publication originale
- Lynch, 1975 : A review of the broad-headed eleutherodactyline frogs of South America (Leptodactylidae). Occasional Papers of the Museum of Natural History, University of Kansas, no 38, p. 1-46 (texte intégral).